# Lyriothemis latro
Lyriothemis latro – gatunek ważki z rodziny ważkowatych (Libellulidae).